# Eraldo Borrini
Eraldo Borrini (Piadena, 8 aprile 1915 – Piadena, 19 dicembre 1977) è stato un calciatore italiano, di ruolo difensore.

## Carriera
Cresciuto nel Suzzara, nel 1938 passa allo Spezia con cui debutta in Serie B nella stagione 1938-1939; dopo la retrocessione in Serie C torna con i liguri tra i cadetti al termine della stagione 1939-1940, disputando altri tre campionati di Serie B prima della guerra.
Nel 1944 vince il Campionato Alta Italia con i Vigili del Fuoco di La Spezia, disputando 11 partite.
Nel dopoguerra gioca per un altro anno in Serie B con lo Spezia, totalizzando complessivamente con i bianconeri 143 presenze in cinque campionati di Serie B.
Successivamente gioca ancora tra i cadetti per un anno con il Suzzara ed altri tre anni con la Cremonese.

## Palmarès

### Club

#### Competizioni nazionali
- Campionato Alta Italia: 1

Spezia: 1943-1944
- Serie C: 1

Spezia: 1939-1940